# Charles Lullier
Charles Ernest Lullier (Mirecourt, 28 aprile 1838 – Panama, 24 luglio 1891) è stato un militare francese.
Fu un personaggio controverso della Comune di Parigi.

## Biografia
Figlio di Marguerite Daniel e di Étienne Lullier, un possidente, studiò a Nancy e nel 1854 entrò nella Scuola navale di Issoire, dove subito si fece notare per la sua indisciplina. Uscito come aspirante ufficiale nel 1856, durante i suoi imbarchi venne spesso punito, finché nel 1861 venne messo in aspettativa.
Si stabilì allora a Parigi e seguì i corsi di diritto alla Sorbona e al Collège de France. Nel 1863 fu arrestato per rissa. Reintegrato in servizio nel 1864, venne ancora sanzionato più volte fino a essere messo a riposo nel giugno del 1869 con il grado di tenente di vascello.
A Parigi venne ancora arrestato più volte per rissa, ingiurie e ubriachezza. Alla caduta dell'Impero si trovò a comandare due battaglioni della Guardia nazionale, e il 9 settembre 1870 il governo di Difesa nazionale lo inviò in una breve missione in Danimarca e negli Stati Uniti. Tornato in Francia, a Tours, dove si trovava la delegazione governativa, si atteggiò a stratega militare, fu deriso da altri ufficiali e, a seguito della rissa che ne seguì, fu arrestato e condannato a 25 giorni di arresti.
Partigiano della guerra a oltranza contro i prussiani, scrisse articoli e intervenne nelle riunioni dei club, fino a farsi una reputazione di comandante competente e devoto alla Repubblica. Il 15 marzo 1871 fu nominato comandante in capo della Guardia nazionale di Parigi. Il 18 marzo, fu sorpreso dall'insurrezione della città, e non prese alcuna iniziativa, lasciando che i membri del governo e le truppe regolari lasciassero Parigi indisturbate, e non ordinando l'occupazione dell'importante e vicina base militare di Mont Valerien. Destituito e arrestato il 23 marzo, evase il 2 aprile. Arrestato ancora in maggio, godendo di simpatie tra molte guardie nazionali, poté evadere quel giorno stesso.
Non prese mai parte ai combattimenti contro i versagliesi e durante la Settimana di sangue stette nascosto. Ricomparso in pubblico il 4 giugno, fu arrestato dai militari di Versailles. La corte marziale, malgrado si presentasse quale moderato, lo condannò a morte nell'agosto del 1871, pena commutata il 27 settembre ai lavori forzati a vita. Scontò prima la pena a Tolone e il 7 giugno 1874 fu imbarcato per la Nuova Caledonia.
Amnistiato nel 1880, tornò in Francia nel gennaio del 1881 e pubblicò le sue memorie, Mes cachots. Candidato alle elezioni municipali di Parigi, raccolse un centinaio di voti. Alla fine dell'anno, a Tolone, fu condannato a sei mesi di carcere per aver aggredito un ufficiale di marina. Nel 1886 si trasferì in Corsica e diresse il giornale La République de Bastia. Il 4 luglio sposò a Canale di Verde una ragazza di 25 anni, Marie-Hélène Poli, che egli aveva messo incinta.
Divenuto sostenitore del movimento reazionario del generale Boulanger, si presentò candidato alle elezioni del 1889, e fu sconfitto per pochi voti. Trovò allora un impiego come agente della Compagnie Générale Transatlantique e si trasferì nel 1890 a Panama, dove morì l'anno seguente.

## Scritti
- Mes cachots, chez l'auteur, Paris, 1881